# InterCityExpress

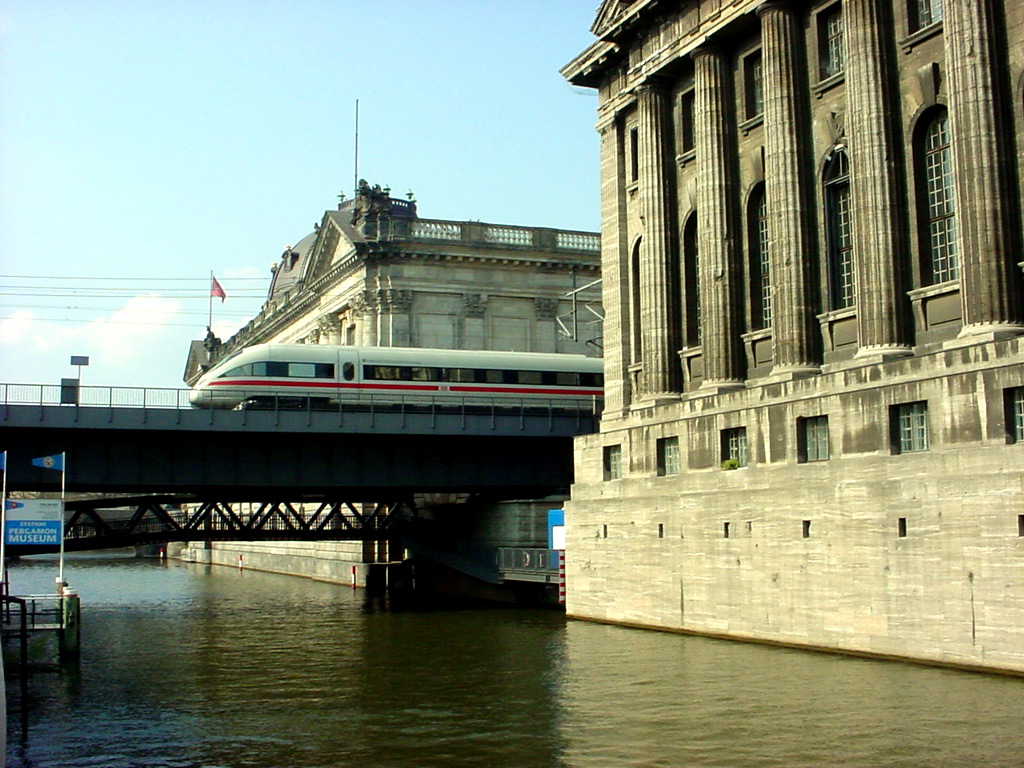
ICE-T pasando junto Museo de Pérgamo en Berlín.

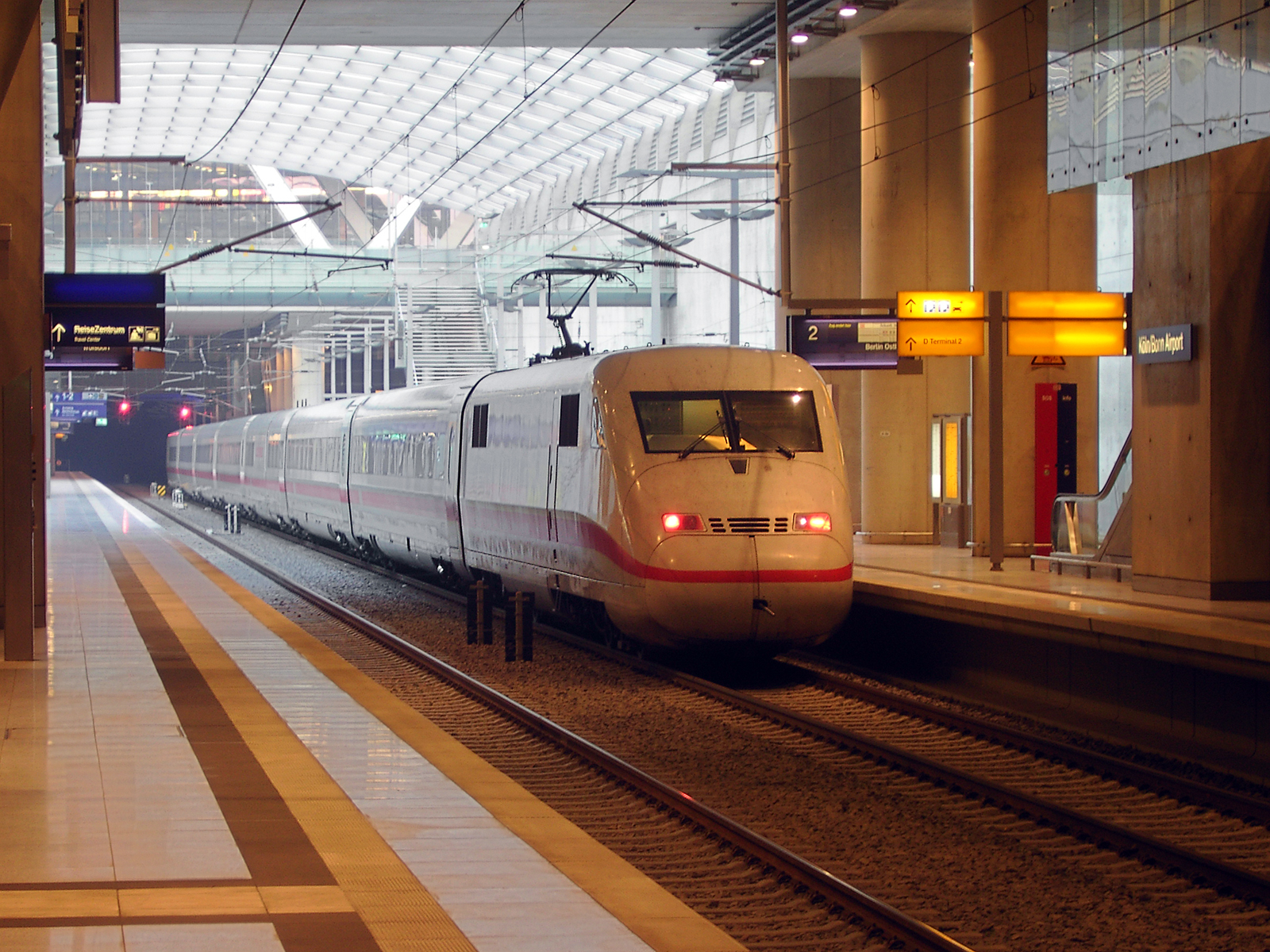
ICE-2 en la estación aeropuerto de Colonia/Bonn.

InterCityExpress, normalmente abreviado como ICE, designa al sistema de trenes de alta velocidad de los ferrocarriles de Alemania que circulan por dicho país y por países vecinos.
El InterCityExpress es el tren más rápido y cómodo de la Deutsche Bahn AG y es considerado como el «buque insignia» de la empresa y sucesor del InterCity (IC). El IC sirvió aproximadamente a unas 180 estaciones que en gran medida usa actualmente el ICE en Alemania y seis países vecinos (Austria, Suiza, Francia, Bélgica, Países Bajos y Dinamarca).
El nombre de marca «ICE» es una de las marcas más conocidas de Alemania, con un conocimiento de la marca cercana al 100%, según el DB.
El nombre «ICE» también se utiliza para los vehículos utilizados en el sistema, que fueron desarrollados específicamente para el sistema a partir de comienzos del decenio de 1980.
En la actualidad hay 259 trenes en cinco versiones diferentes de los vehículos ICE en circulación, llamados ICE 1 (lanzados en 1991), ICE 2 (1996), ICE-T (1999), el ICE 3 (1999) y el ICE-TD (2001-2003, nuevamente en servicio desde 2007). El ICE 3, incluyendo su variante de los modelos, se fabrica tanto por Bombardier como Siemens.

## Historia
Estos trenes fueron desarrollados a partir del año 1985 por Siemens AG según las indicaciones de los Ferrocarriles Federales Alemanes (Deutsche Bundesbahn o DB). La primera generación, conocida como "ICE 1", alcanza una velocidad máxima de 280 km/h. Los trenes están formados por dos unidades motrices, una en cada extremo, y entre 10 y 14 remolques. La capacidad de los convoyes con 12 remolques es de 645 pasajeros. Los ferrocarriles alemanes utilizan en la actualidad 59 trenes de este tipo.
Posteriormente se desarrolló una variante del primer tren, denominada "ICE 2". La diferencia con el primer tipo consiste en que los convoyes pueden ser divididos en dos mitades iguales, para aquellos trayectos en los que interesa disponer a partir de una determinada ciudad trenes con menor capacidad que se dirigen a dos destinos diferentes. Ello se consigue dotando a los convoyes completos, que disponen de una unidad motriz en cada extremo al igual que los ICE 1, de dos remolques con puesto de conducción situados en la mitad del tren. De esta forma, al dividir el tren en dos, cada una de las dos mitades dispone de una unidad motriz y un remolque con puesto de conducción en el extremo opuesto, lo que le permite circular en ambos sentidos. Estos trenes fueron puestos en servicio en 1997. Los ferrocarriles alemanes cuentan con 44 unidades.
Desde 2000 están circulando los "ICE 3", la versión más moderna y más rápida de estos trenes, que alcanza una velocidad de 330 km/h. Este tren es capaz de subir pendientes de un cuatro por mil sin merma de velocidad. Contrariamente a los modelos anteriores, el ICE 3 no dispone de unidades motrices, sino que el equipo de tracción se distribuye a lo largo del convoy, alimentando los motores en cada uno de los ejes, así que cada coche contribuye a la aceleración del tren. Esa configuración también permite que los compartimentos de los pasajeros lleguen hasta el lugar donde se encuentra el maquinista, ofreciendo la visión hacia la vía a través del cristal que separa los pasajeros del puesto de conducción. Los ferrocarriles alemanes utilizan actualmente 37 trenes de este tipo, y se encuentran en producción otros 13, que son fabricados por el consorcio Siemens AG y Bombardier Transportation.
El diseño fue realizado por el diseñador industrial alemán Alexander Neumeister.

### Evolución del ICE

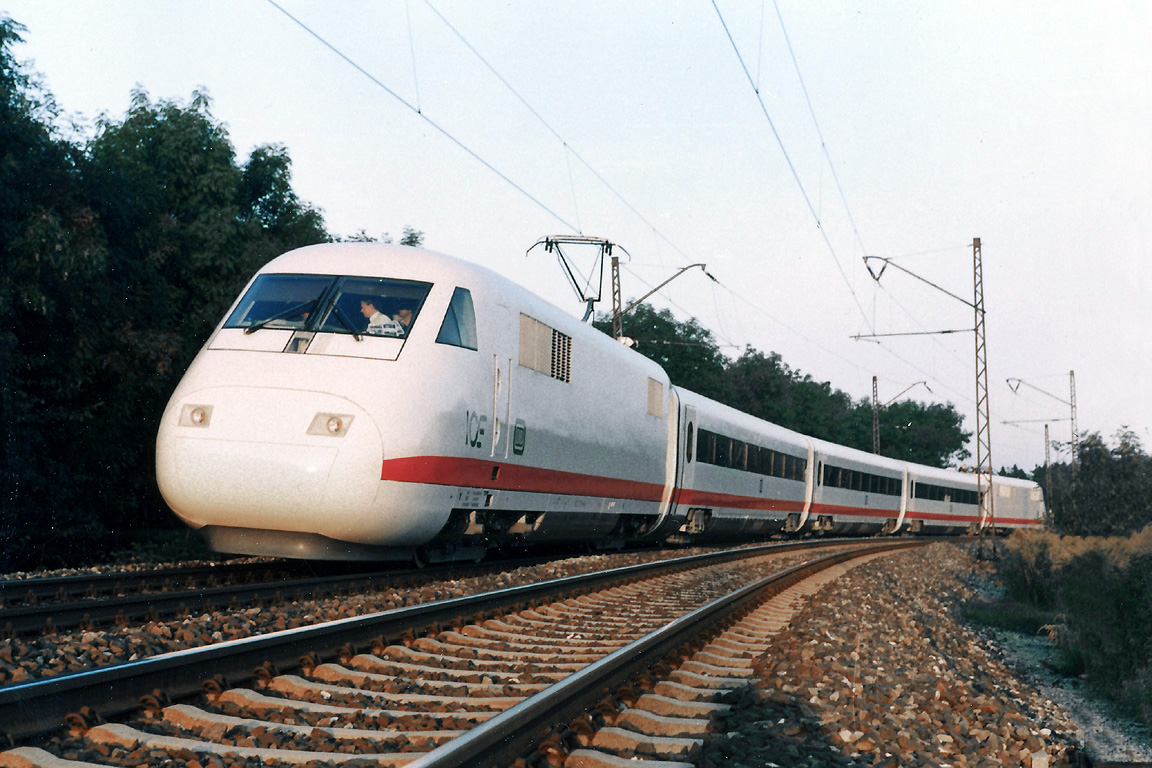
InterCityExperimental (ICE V) (1985)
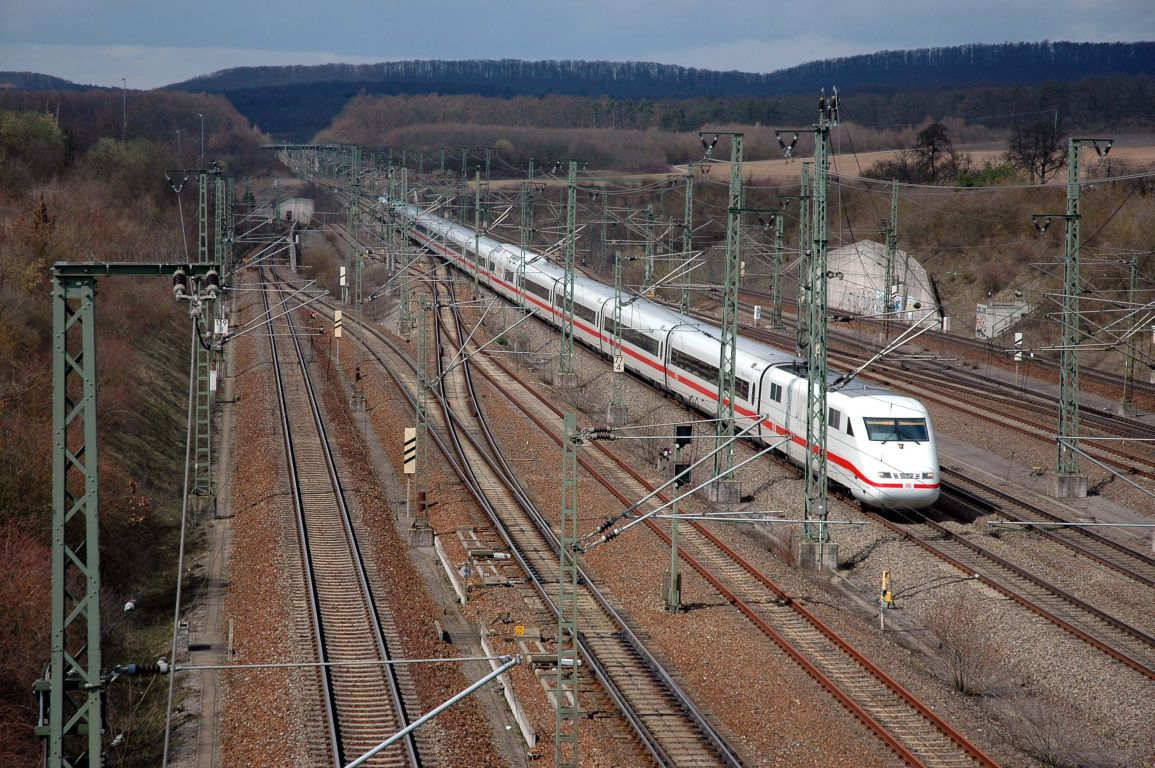
ICE 1 (1990)
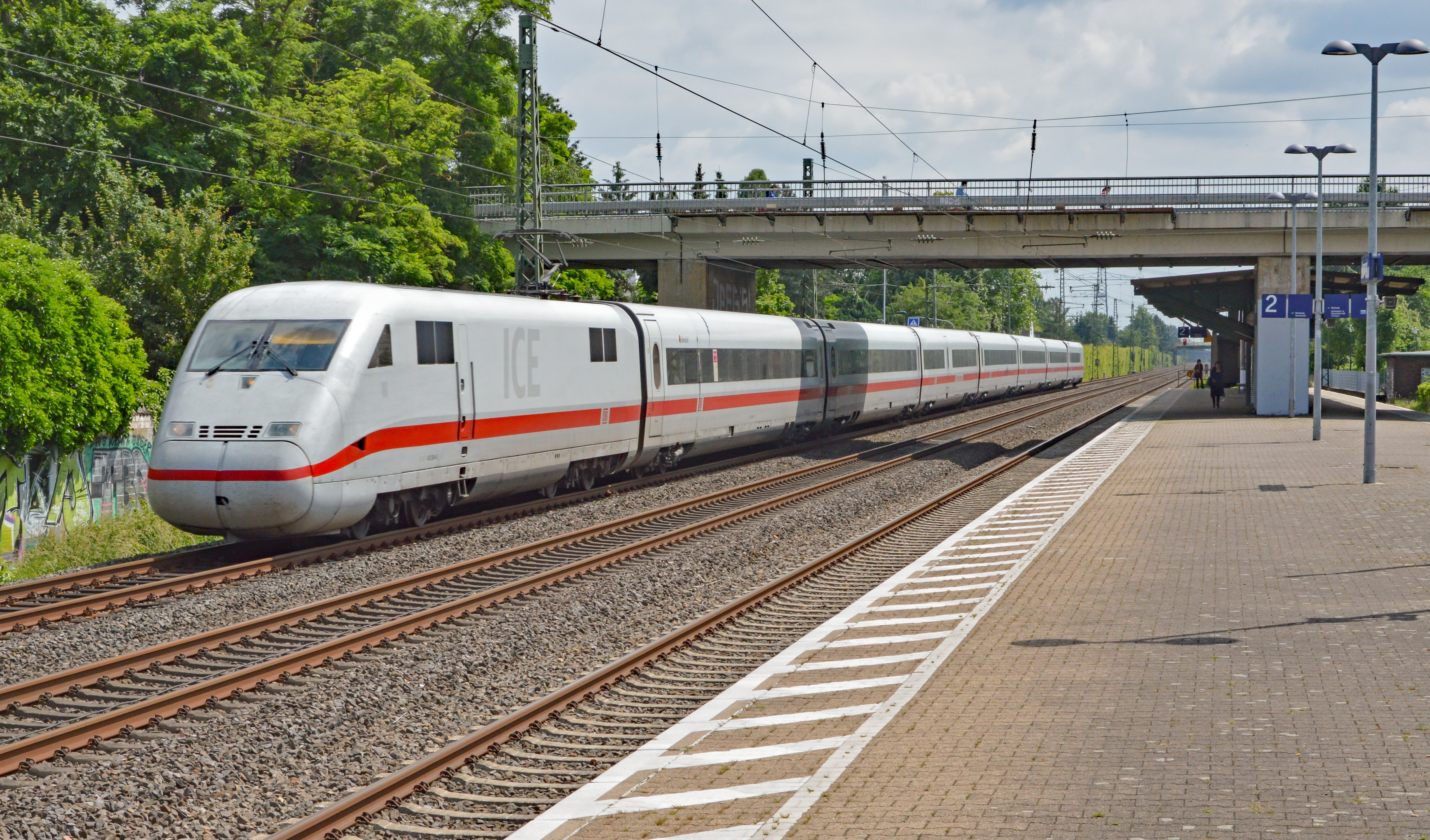
ICE 2 (1996)
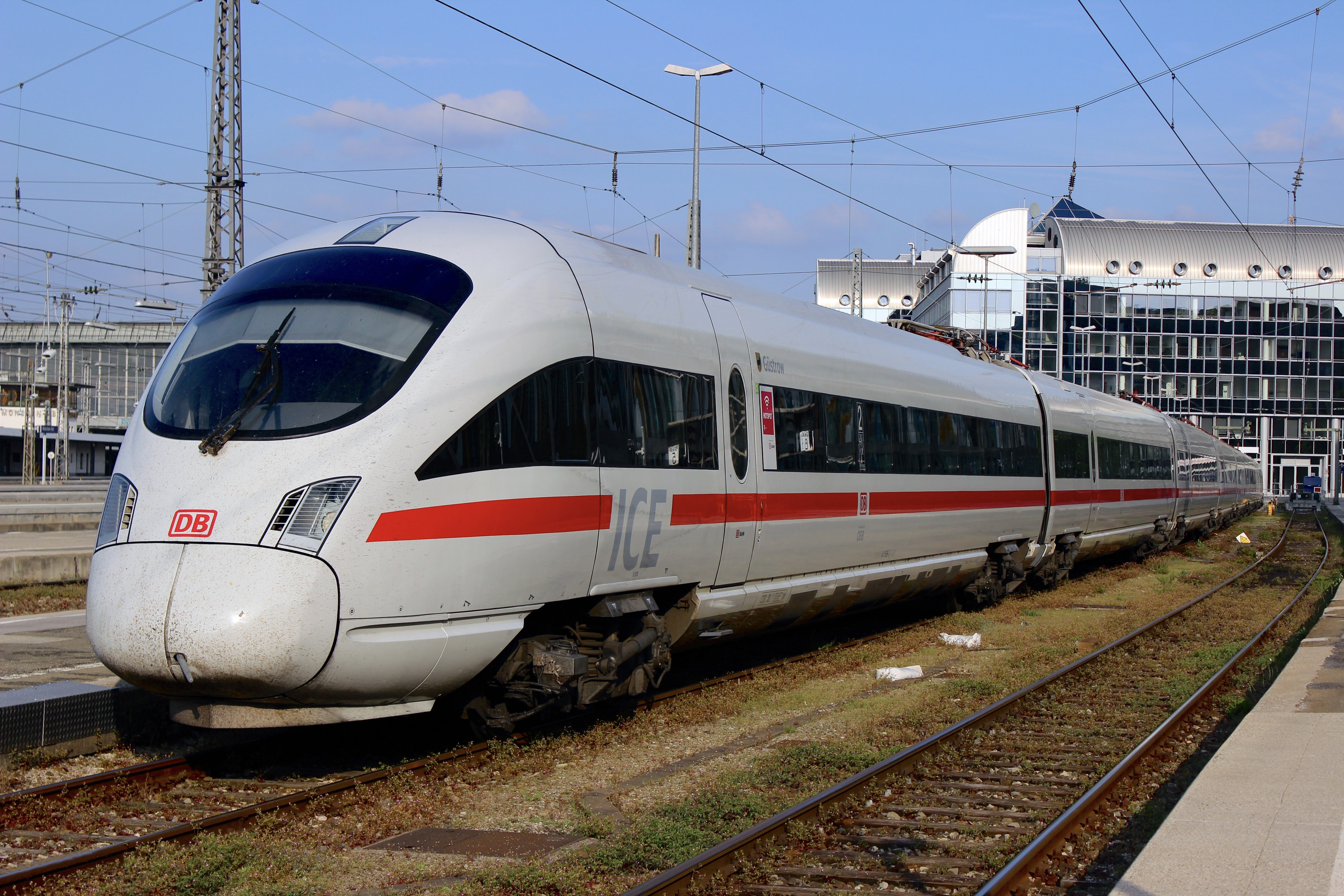
ICE T (1999)
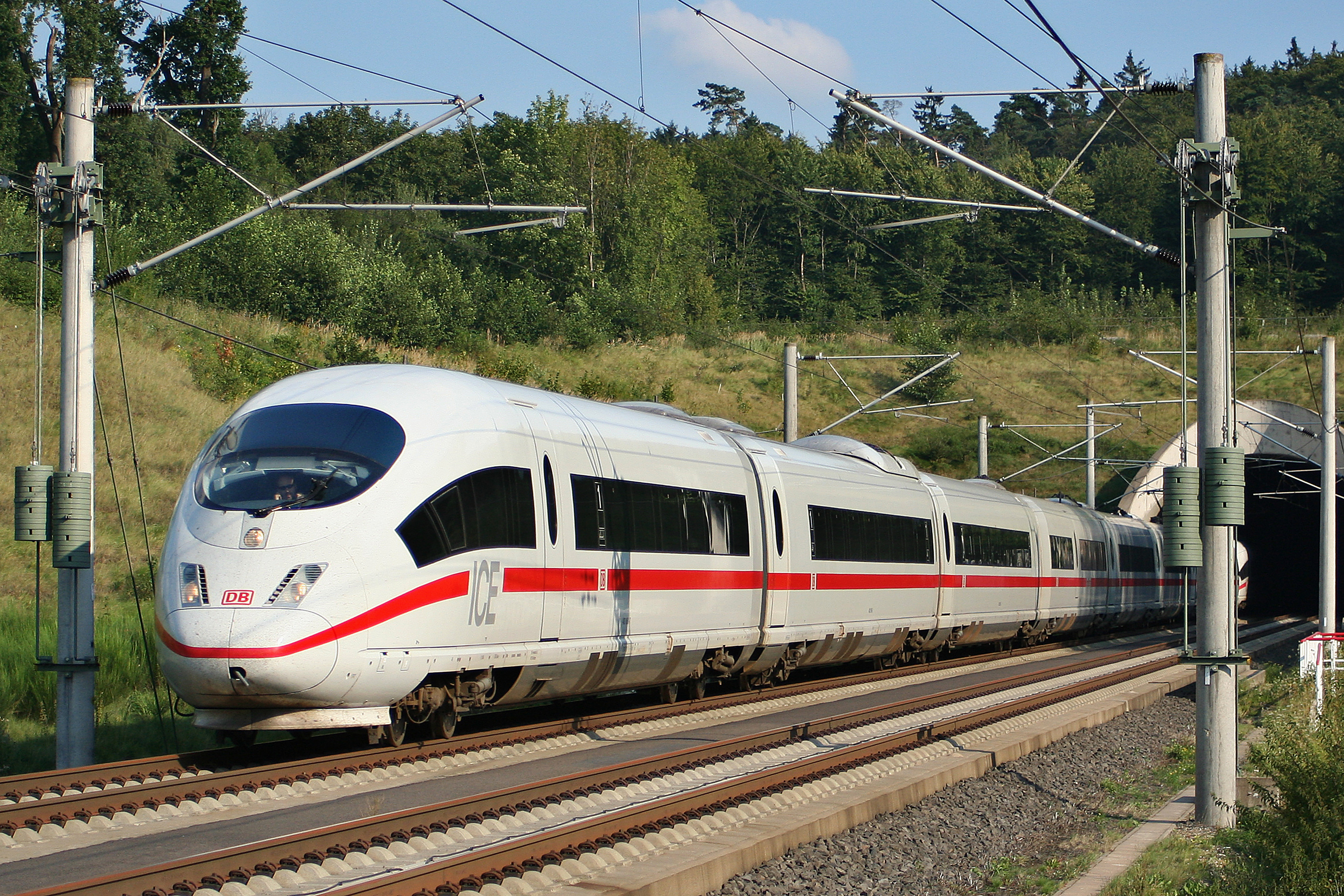
ICE 3 (2000)
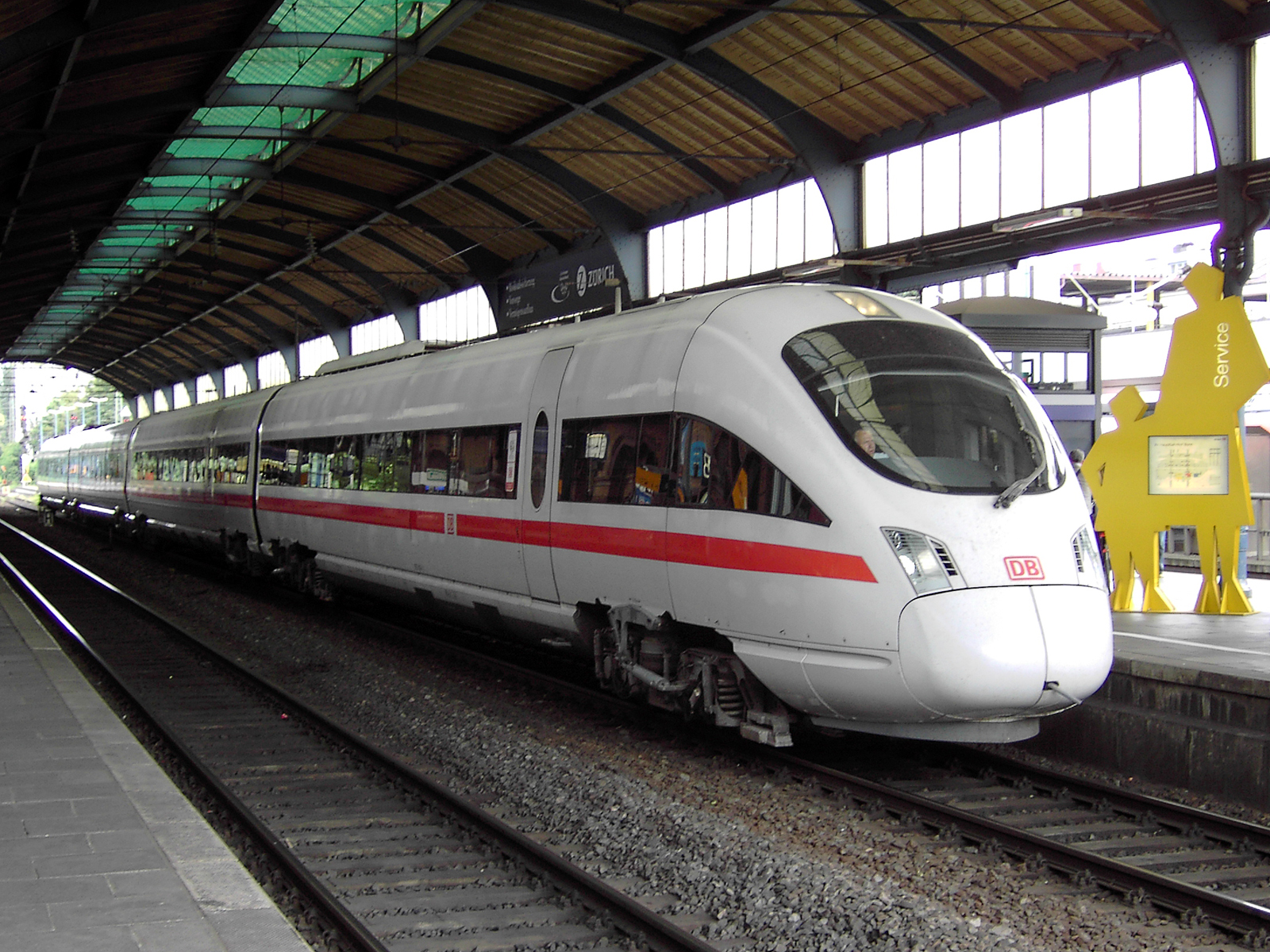
ICE TD (2001)
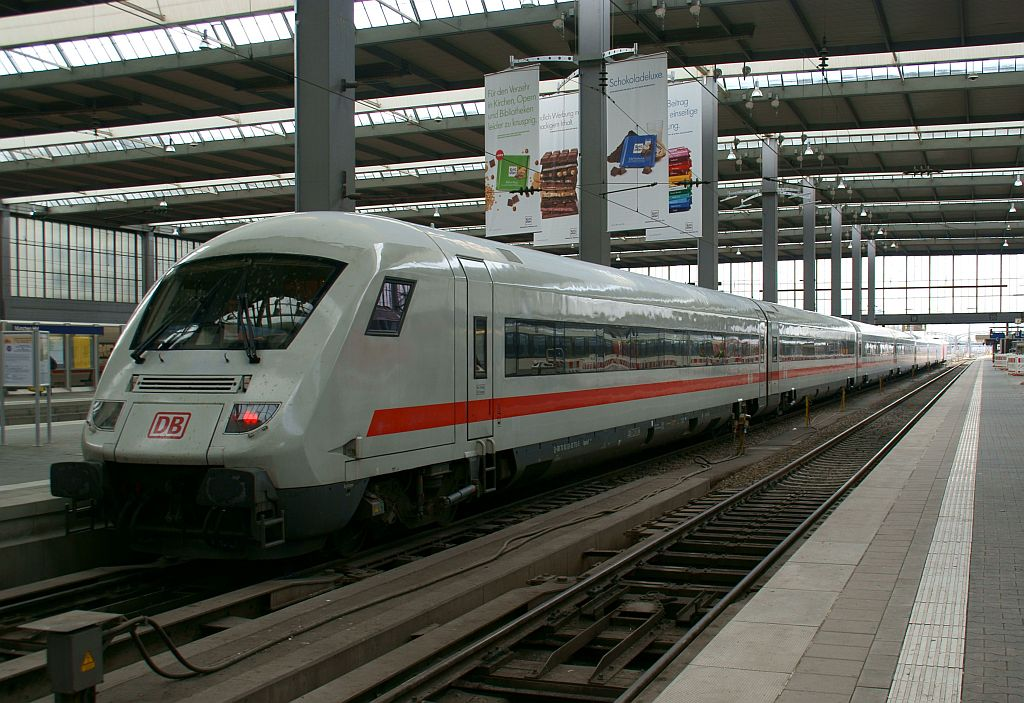
ICE MET (2001)
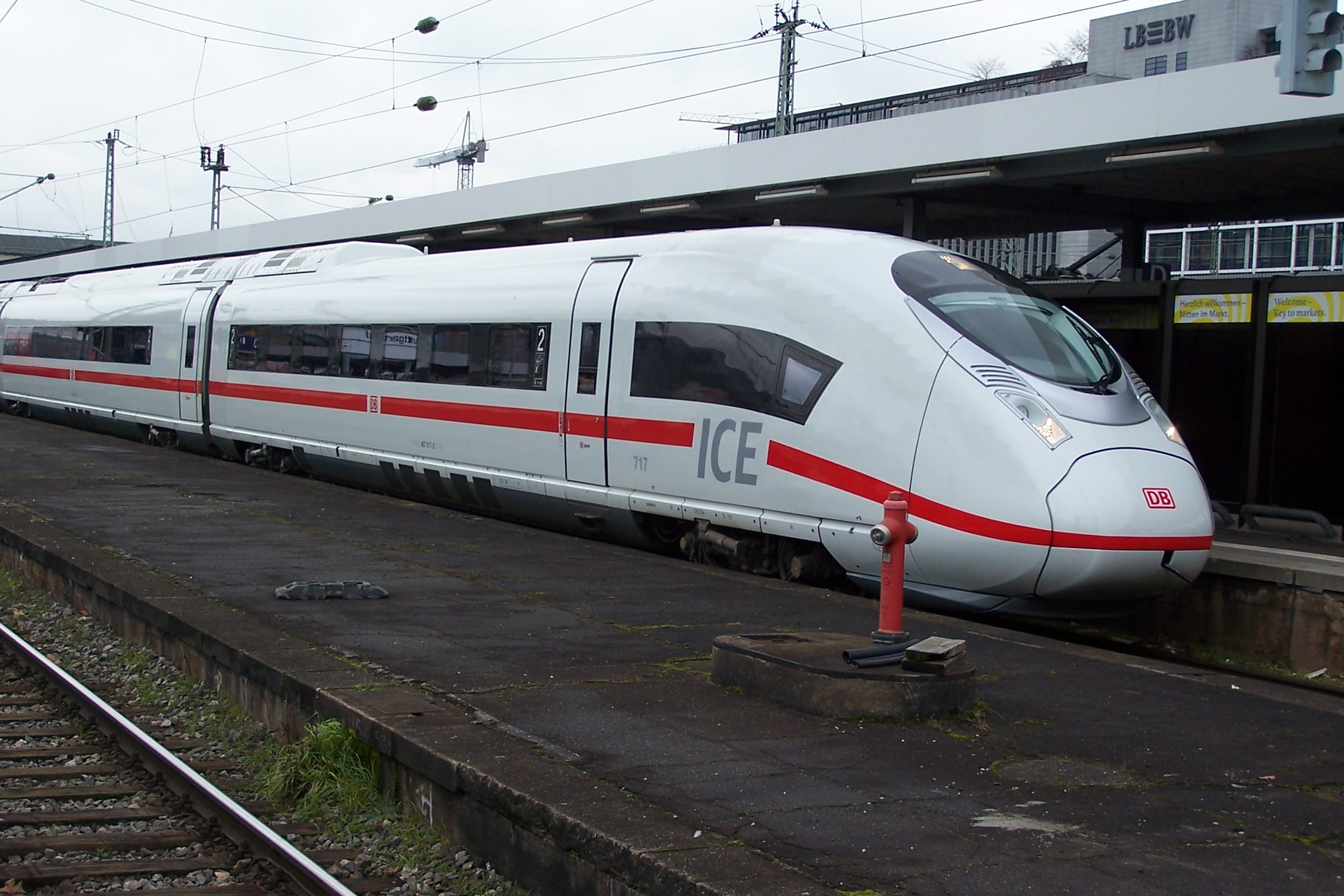
ICE 3 Velaro D (2013)
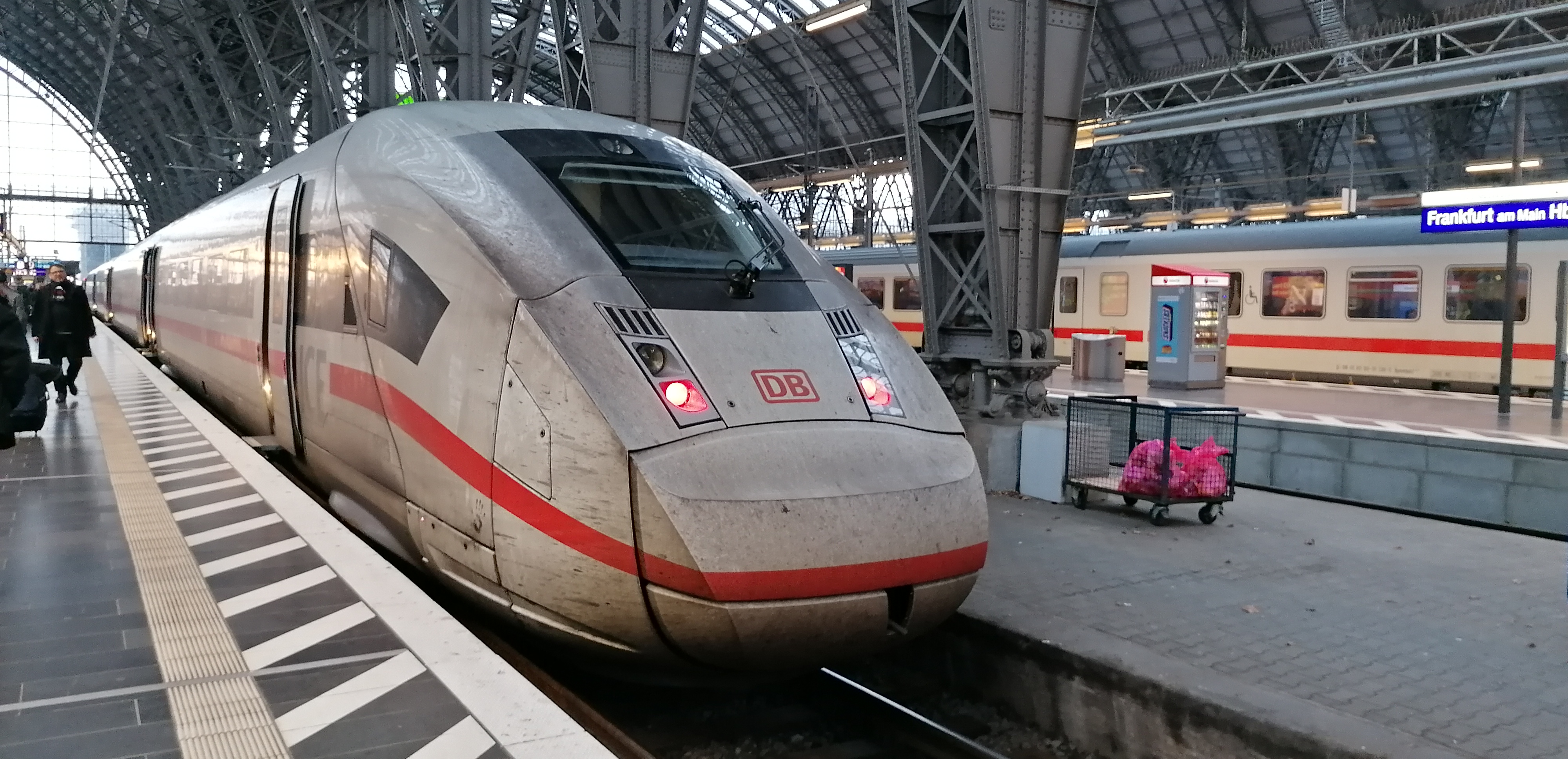
ICE 4 (2017)
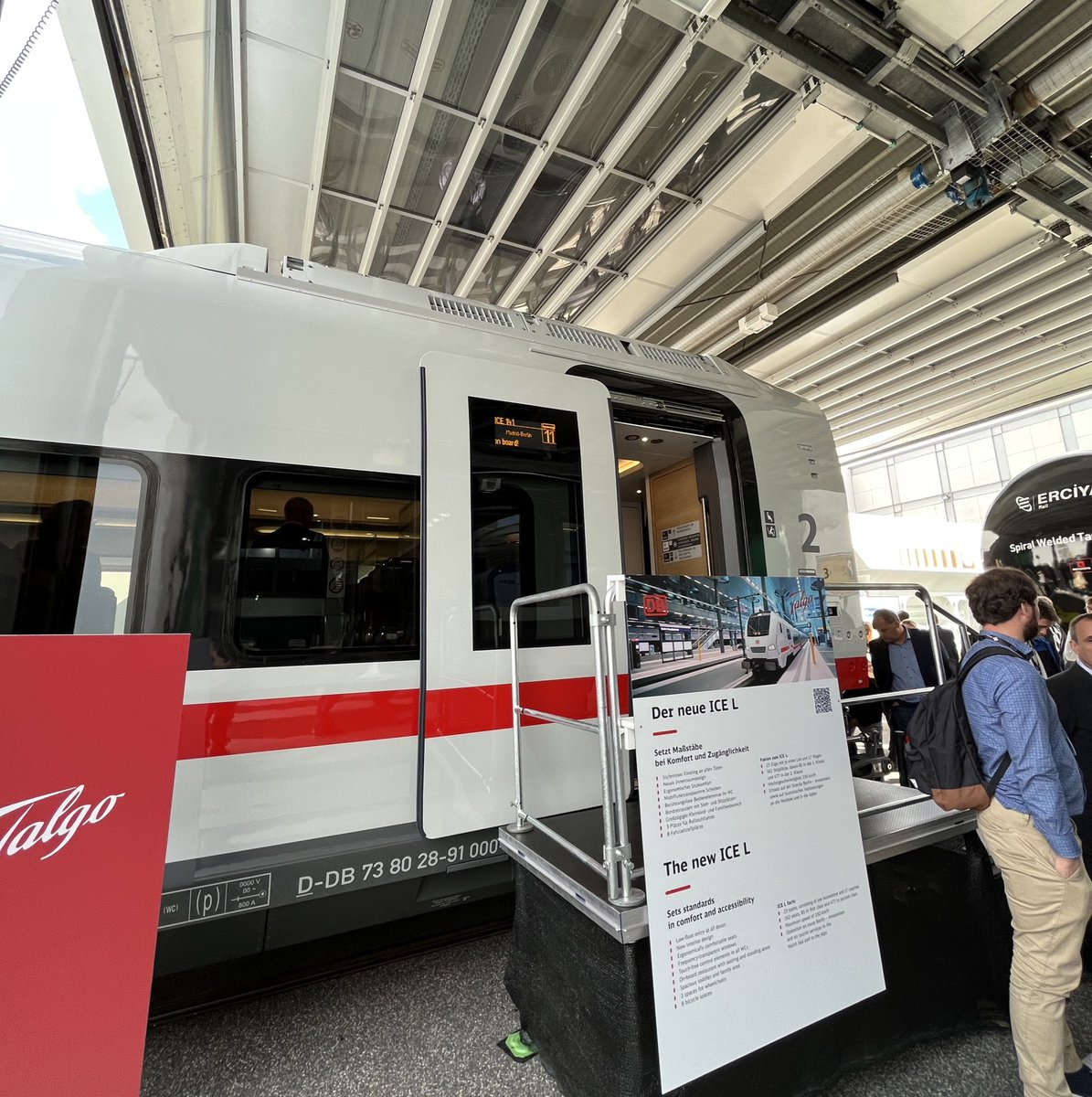
ICE L  (2024)

### Percances
El accidente de Eschede (Alemania)

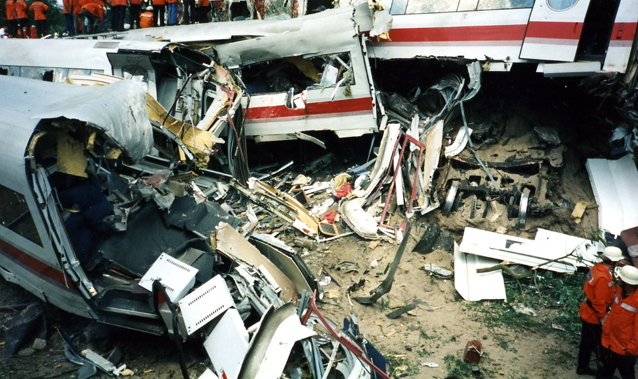
Descarrilamiento de Eschede

El 3 de junio de 1998, un tren Intercity Express (ICE) descarriló a 200 km por hora, dejando un total de 98 muertos y otro centenar de heridos. El accidente se produjo en el pueblo de Eschede, situado en el estado federado de Baja Sajonia, cuando el tren ICE que circulaba entre Múnich y Hamburgo-Altona descarriló y chocó contra el pilar de un puente. La investigación posterior determinó que el fallo se produjo en una de las ruedas de un remolque, que colapsó por fatiga de material.
Se utilizaron ruedas elásticas formadas por tres partes: un anillo exterior de acero (bandaje), separado por una capa de goma del cuerpo de la rueda. Esta construcción sirve para evitar vibraciones. Con el tiempo se producen fisuras en el metal, que son difíciles de detectar. A pesar de conocer los problemas relacionados con esta construcción de rueda, la Deutsche Bahn no tenía implementado un sistema fiable de detectar las fisuras.
Tres minutos antes del accidente, la rueda perdió su anillo exterior que se incrustó en el suelo del remolque, atravesándolo –lo cual fue advertido por un pasajero-. Este hecho provocó, unos 5 km más adelante, que la rueda enganchara un contracarril de un desvío y lo arrancara en toda su longitud, atravesando todo el remolque e insertándose en el remolque inmediatamente posterior. Simultáneamente, la rueda rota cambió la posición del desvío, que se encontraba unos metros antes de un puente de hormigón. Los tres primeros remolques y la cabeza tractora rebasaron el puente, pero el cuarto remolque tomó el desvío que había cambiado la rueda rota del segundo remolque y se desvió del raíl original ocasionando el descarrilamiento de este y los siguientes remolques. El remolque chocó contra el pilar del puente a tal velocidad que causó su derribo. Los remolques siguientes fueron chocando en zig zag contra el primero.
Después del accidente se reemplazaron las ruedas elásticas con bandaje por ruedas normales monobloc en los trenes ICE. Para compensar las vibraciones de este tipo de ruedas se incorporaron a todos los bogies suspensión neumática.

## Líneas en servicio

Mapa de la red mostrando las capacidades y velocidades máximas del sistema.

- Mapa de la red mostrando las capacidades y velocidades máximas del sistema.Línea de alta velocidad Colonia-Aquisgrán (línea mejorada, 250 km/h)

- Línea de alta velocidad Hannover-Berlín (línea parcialmente nueva, 250 km/h en el nuevo tramo, 160 y 200 km/h en los tramos existentes)
- Línea de alta velocidad Núremberg-Ingolstadt-Múnich (línea parcialmente nueva, 300 km/h en la parte nueva, 160 y 200 km/h en el tramo existente)
- Línea de alta velocidad Núremberg-Érfurt (línea parcialmente nueva, 300 km / h)

- Línea de alta velocidad Colonia-Fráncfort (línea nueva, 300 km/h)
- Línea de alta velocidad Hanóver-Wurzburgo (nueva línea, 280 km / h)
- Línea de alta velocidad Mannheim-Stuttgart (nueva línea, 280 km/h)
- Línea de alta velocidad Erfurt-Leipzig/Halle (línea nueva, 300 km/h)